# 圣文生圣殿 (梅斯)
圣文生圣殿（Basilique Saint-Vincent）是法国阿尔萨斯-香槟-阿登-洛林大区梅斯的一座罗马天主教教堂，为哥特式-古典主义风格。 
该堂建于1248年-18世纪，1930年列为法国历史古迹。
1791年，该堂曾成为理性庙。1804年，恢复天主教弥撒。1933年，教宗庇护十一世将其升格为宗座圣殿。该教堂在80年代被修道院遗弃，由市政府拥有。

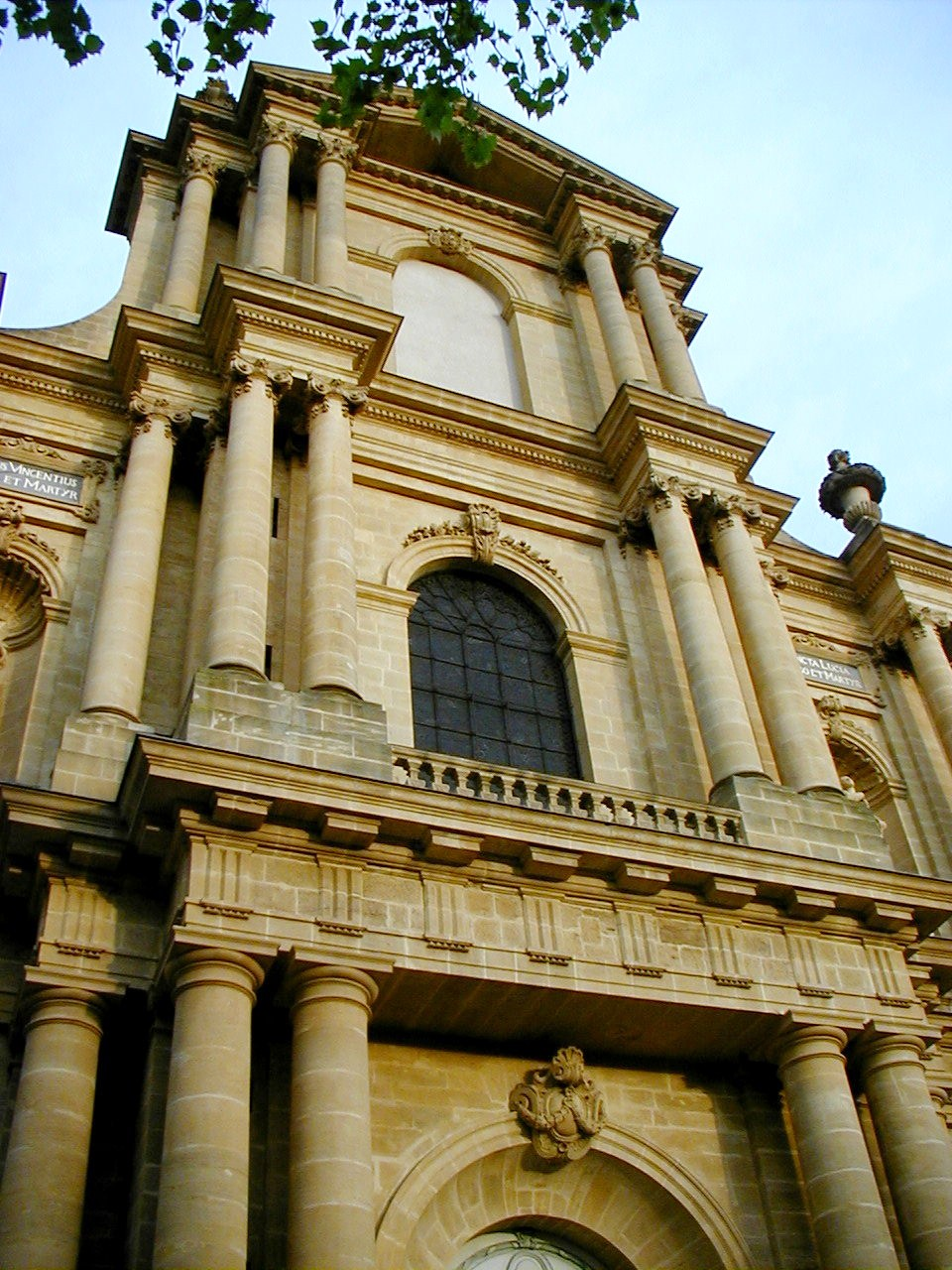
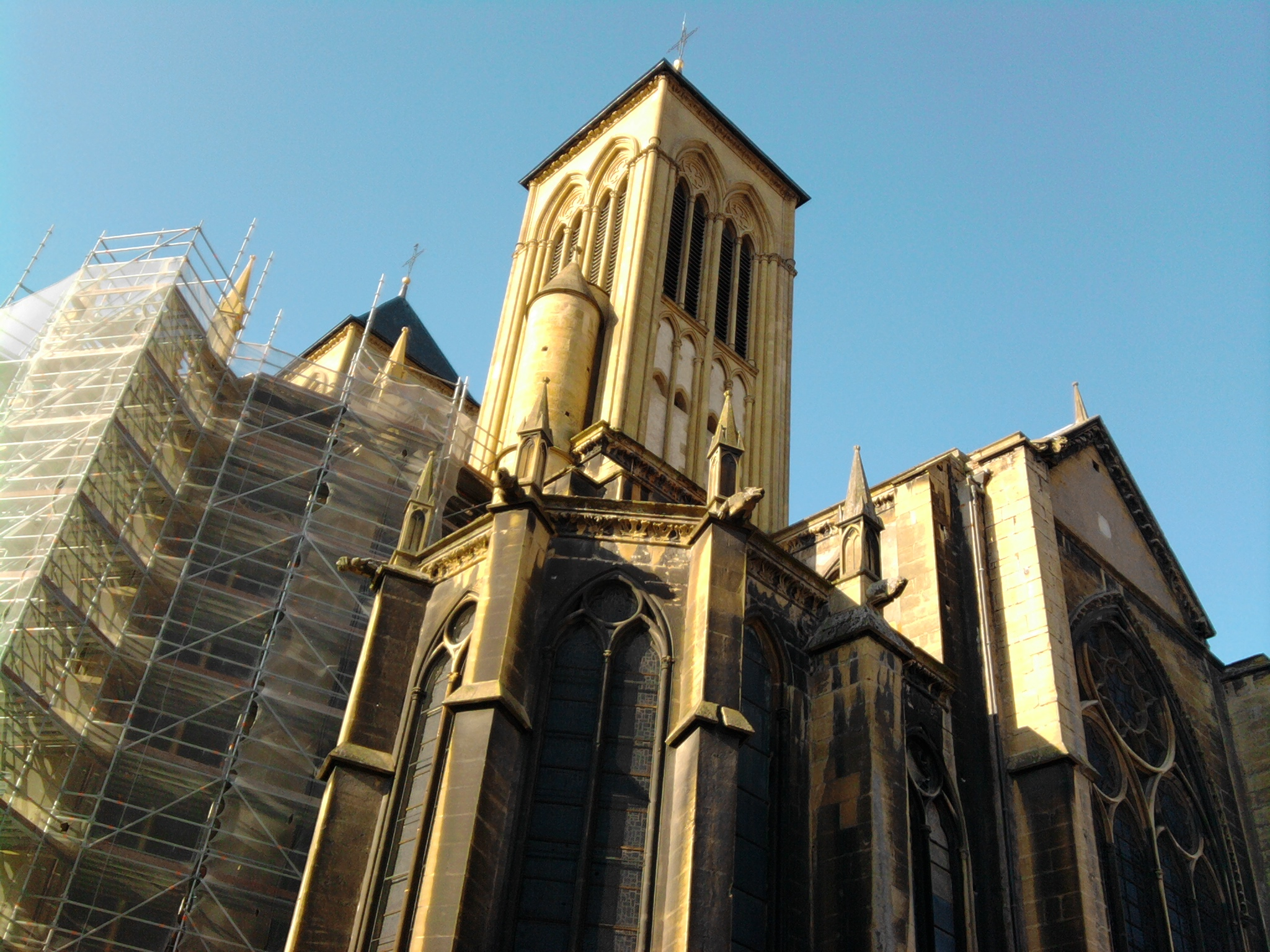
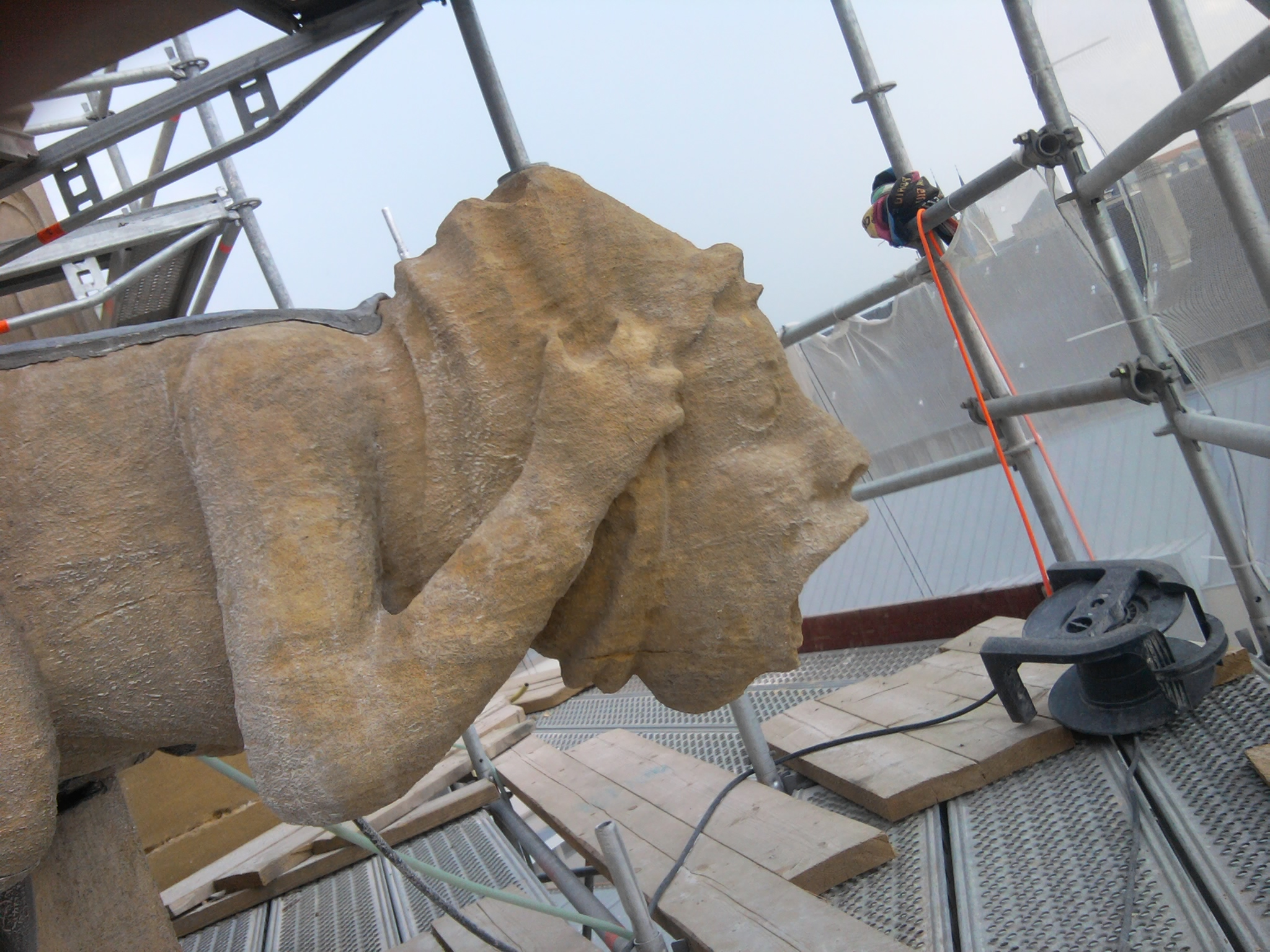
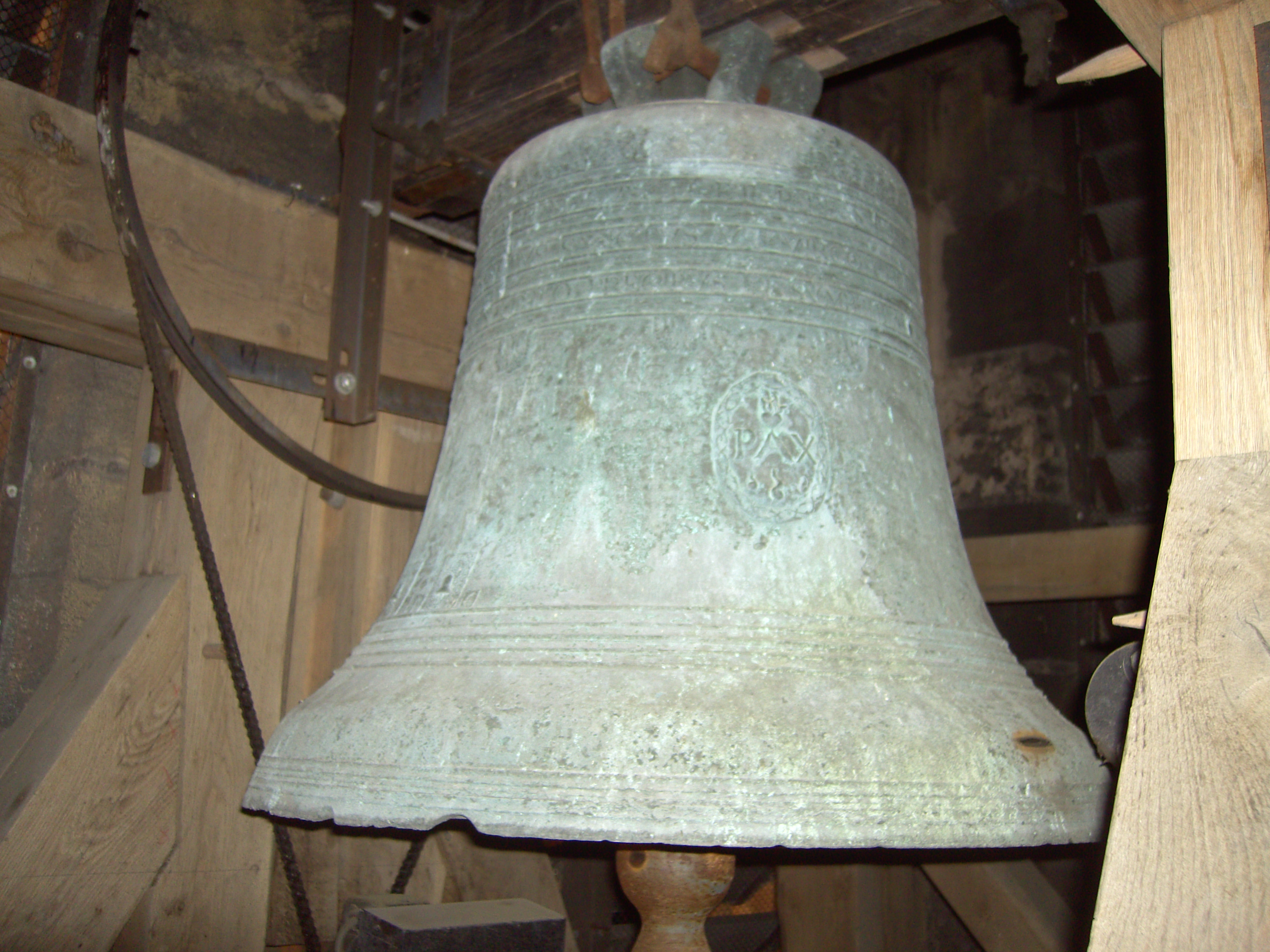
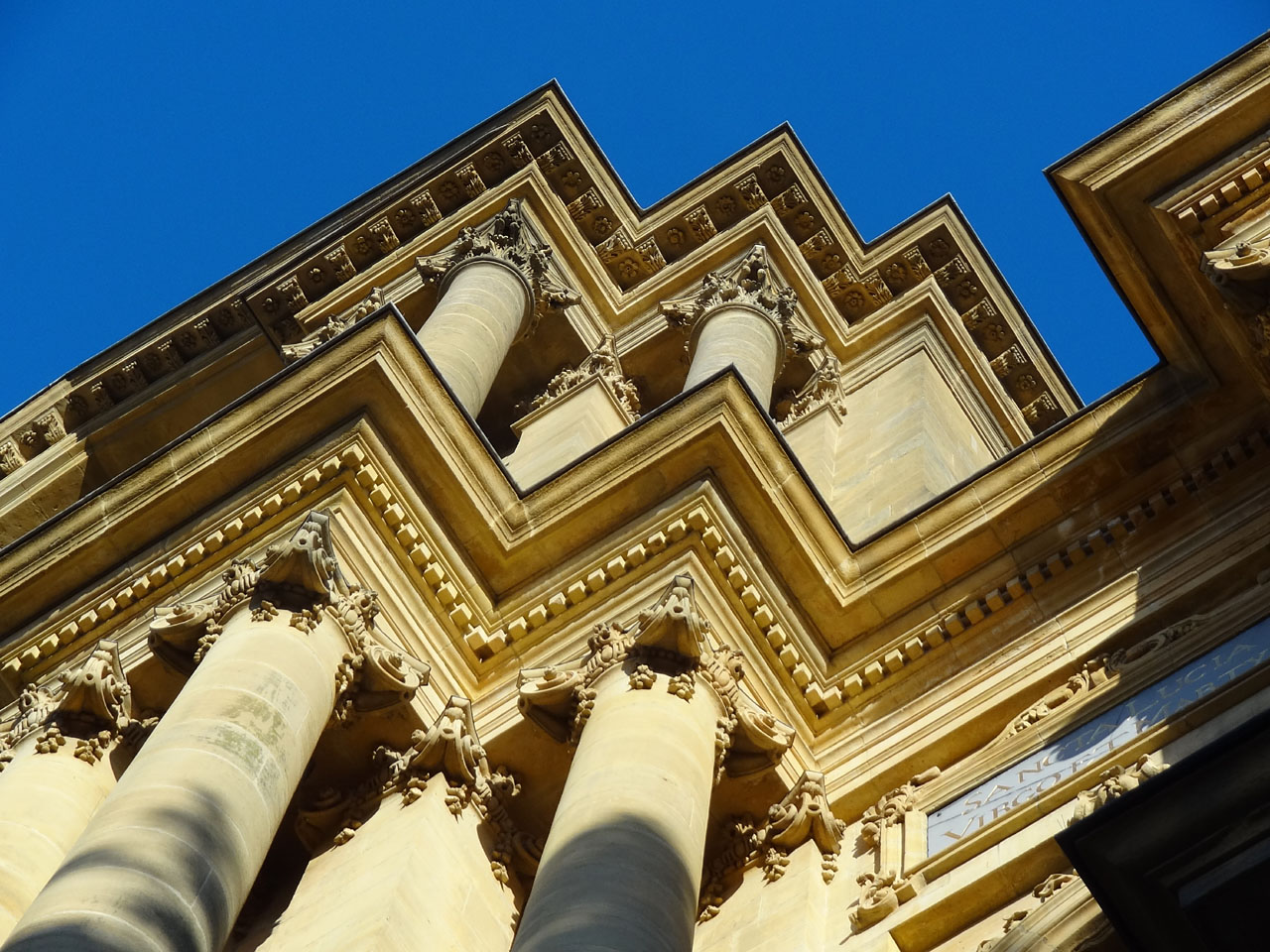
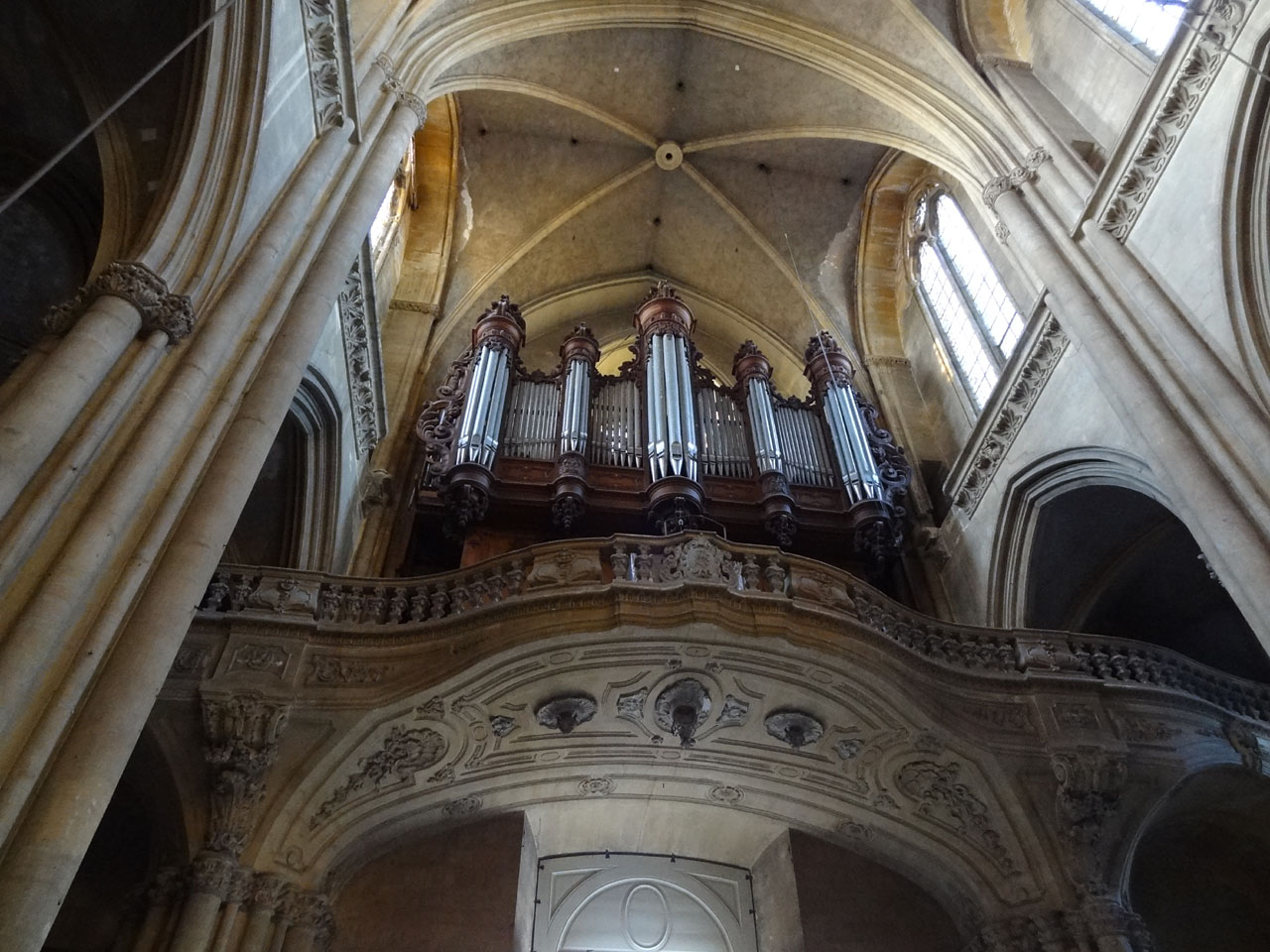
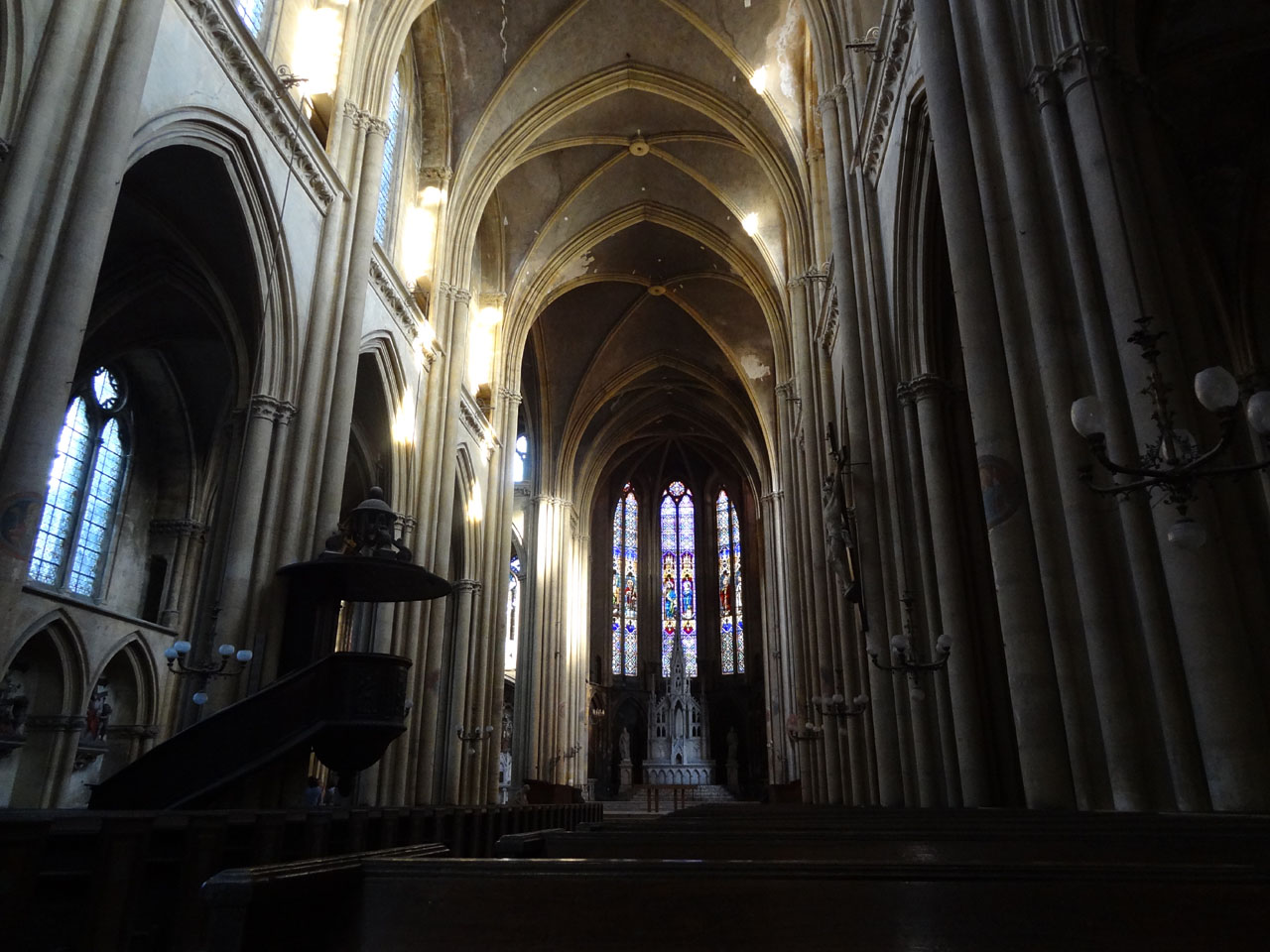
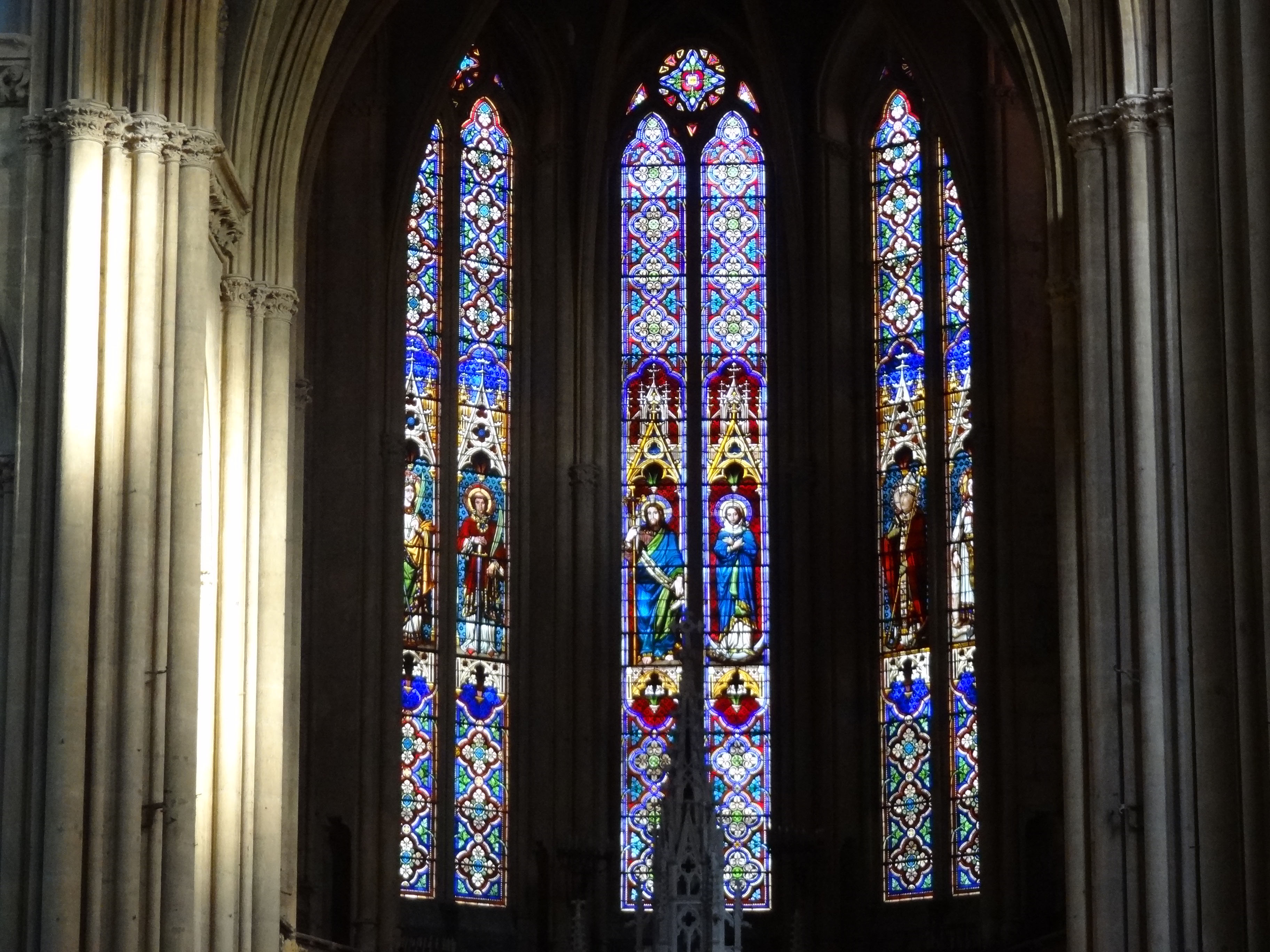
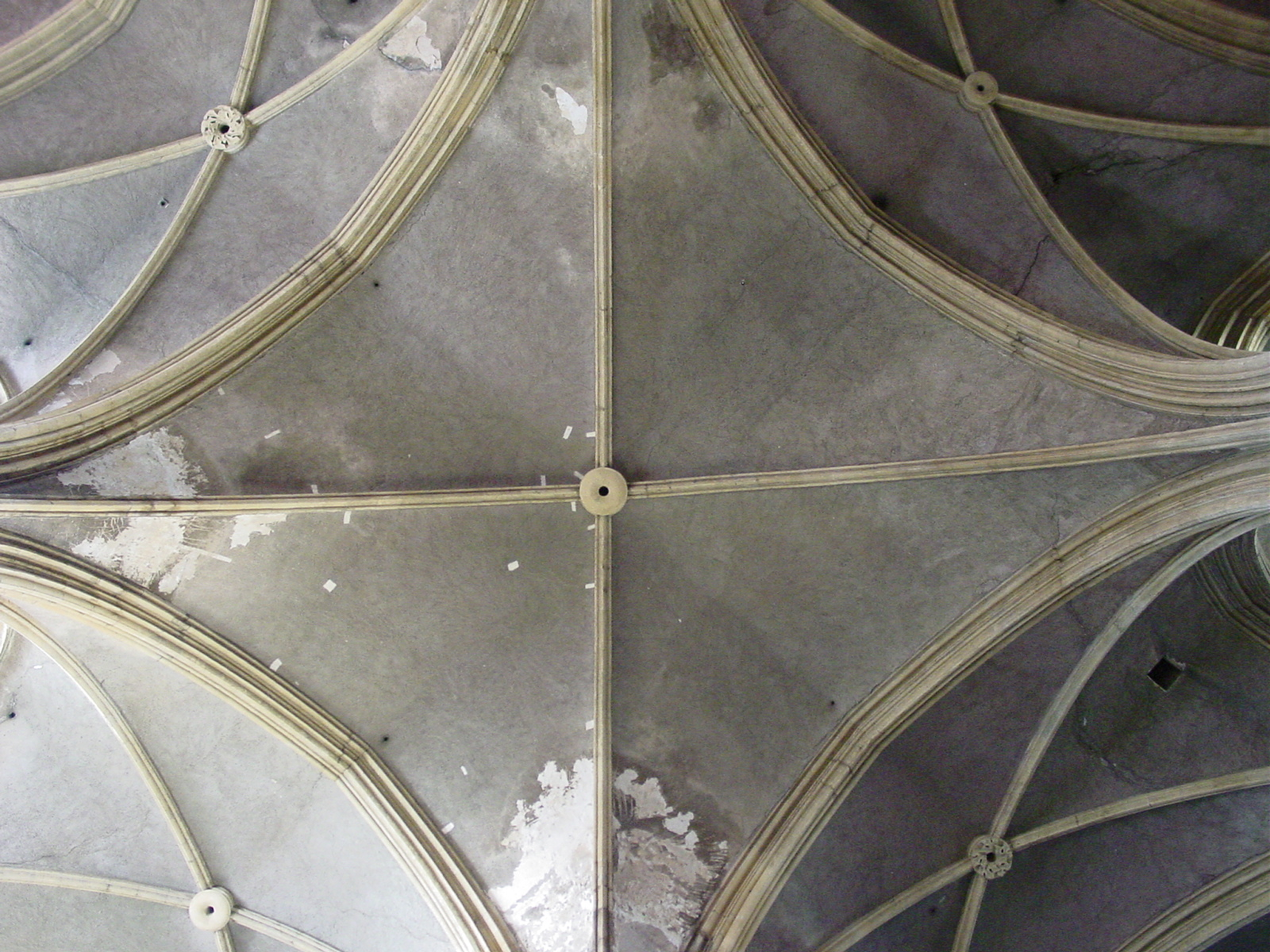